# هالی ماری کمبس
هالی ماری کمبس (به انگلیسی: Holly Marie Combs) (زاده ۳ دسامبر ۱۹۷۳) بازیگر آمریکایی است.
از کارهای او می‌توان به بازی در سریال‌های افسون‌شده، رقص قلبهای مهربان و دروغ‌گوهای کوچک زیبا اشاره کرد.